# Uczelnie i placówki naukowe w Bydgoszczy

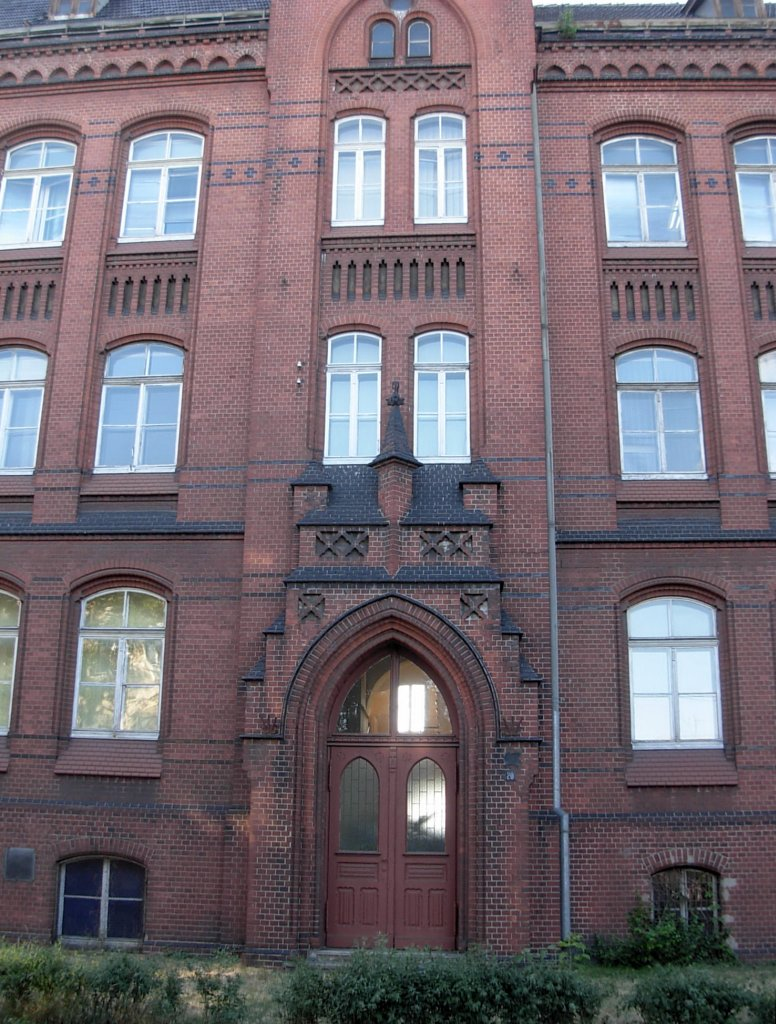
Siedziba pierwszej uczelni – założonej w 1951 r. Wieczorowej Szkoły Inżynierskiej

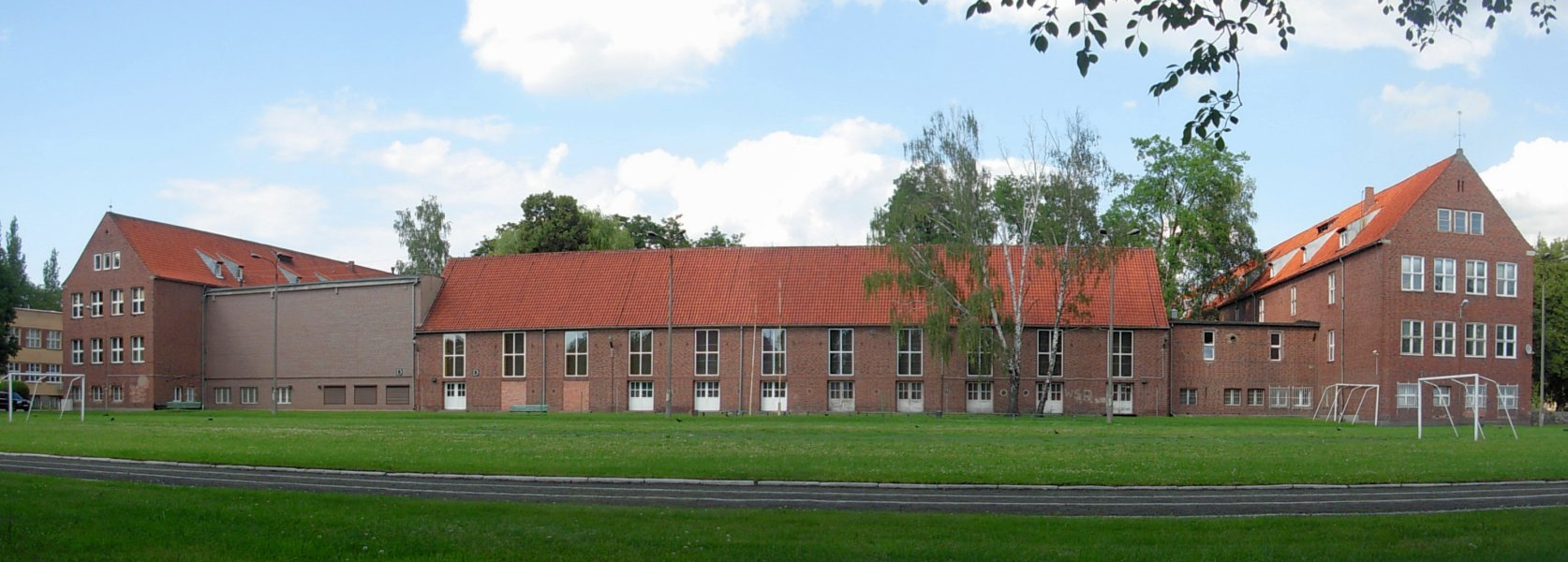
Kampus główny Uniwersytetu Kazimierza Wielkiego

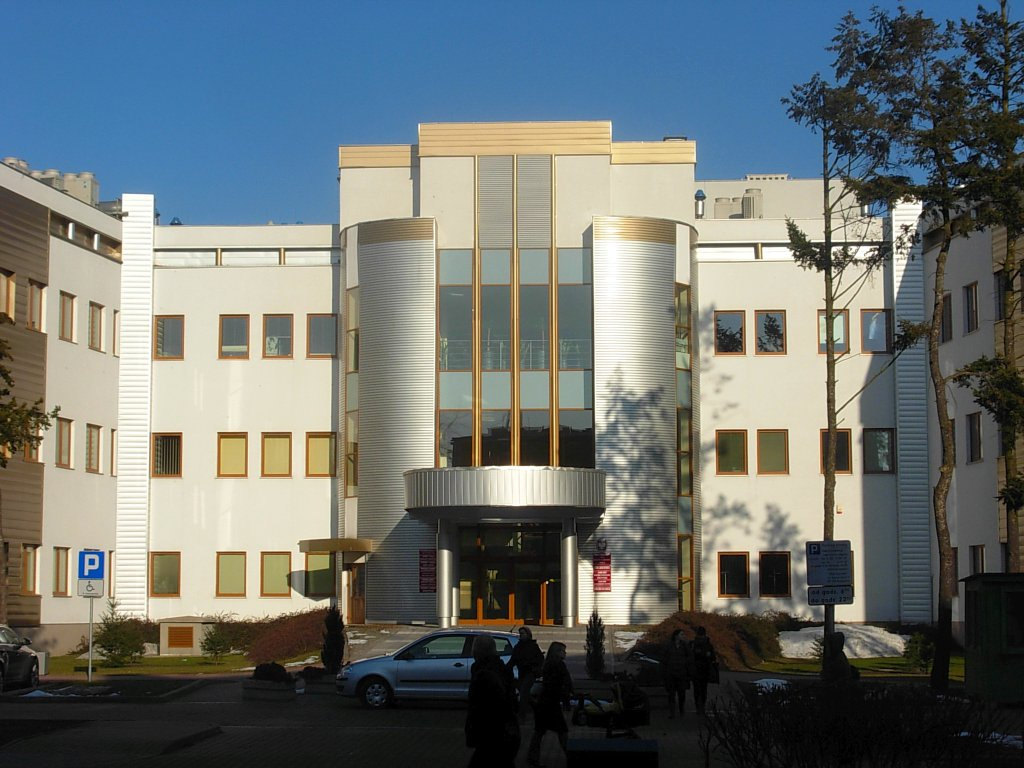
Siedziba Wydziału Farmacji Collegium Medicum UMK

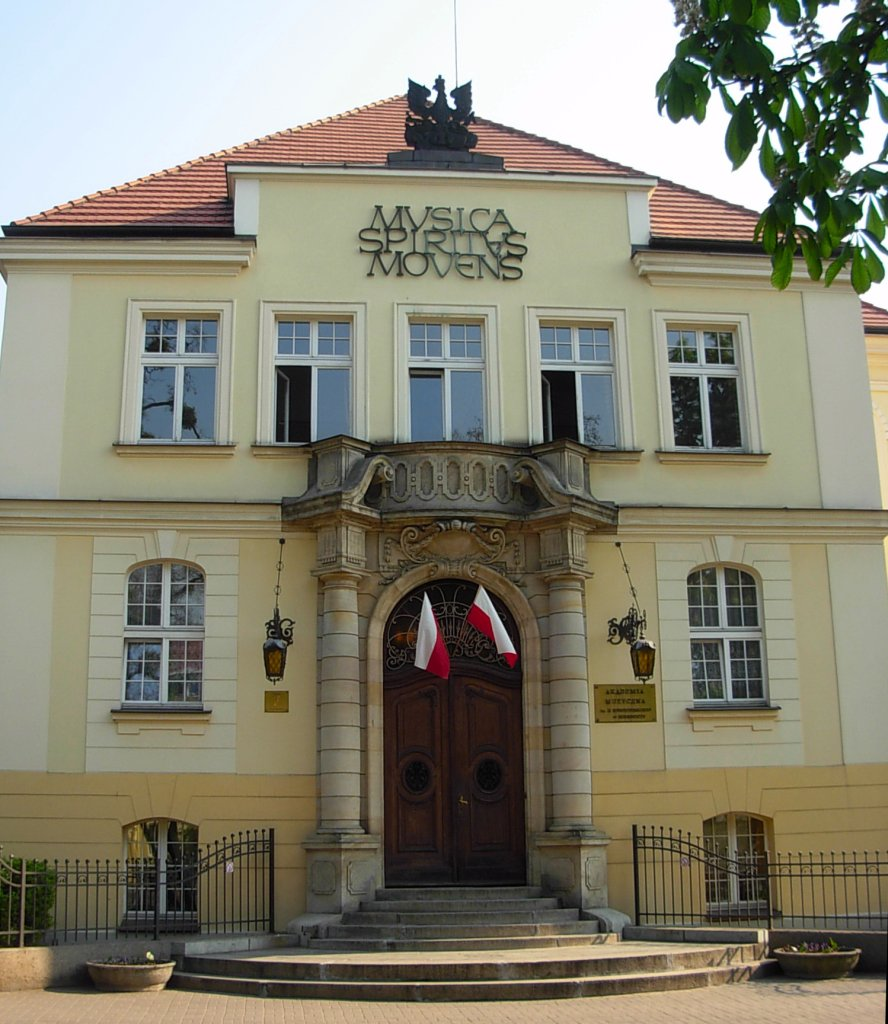
Siedziba Akademii Muzycznej

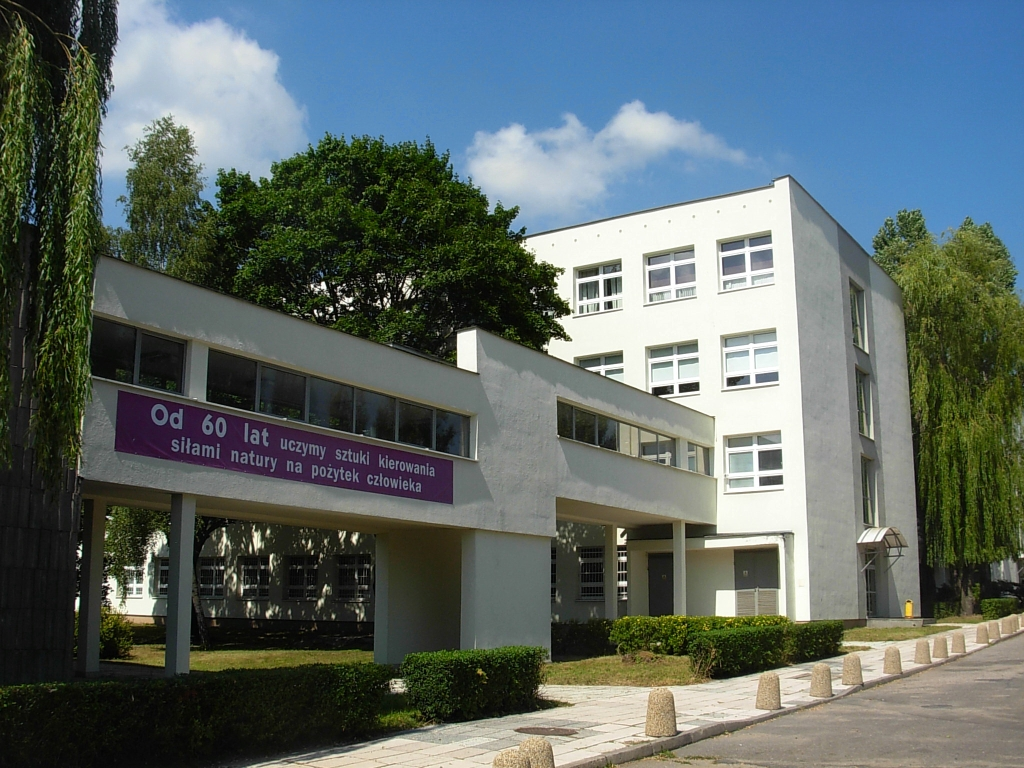
Kampus Politechniki Bydgoskiej w dzielnicy Fordon, wznoszony od 1974 r.

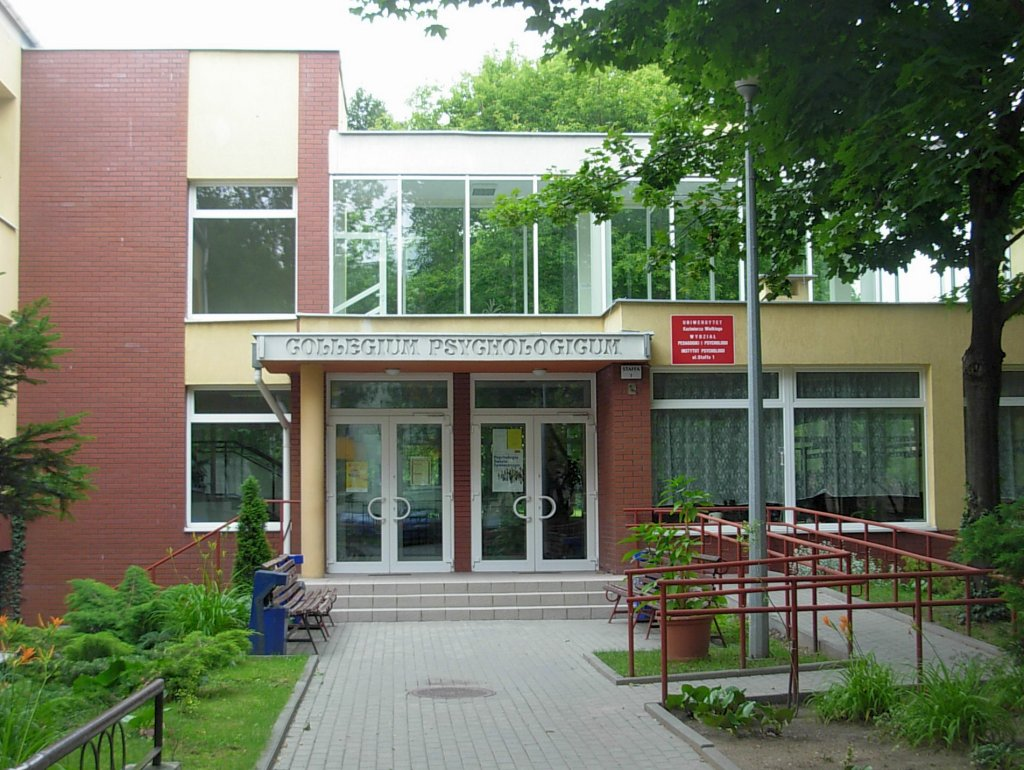
Collegium Psychologicum UKW

Bydgoszcz jest liczącym się w kraju ośrodkiem naukowym. W 2009 r. znajdowało się tu 16 jednostek szkolnictwa wyższego (w tym dwa uniwersytety i część medyczna Uniwersytetu Mikołaja Kopernika), na których studiowało 45 tys. osób. Liczba ta sukcesywnie wzrasta; dla porównania w 2003 r. studiowało w Bydgoszczy 38,8 tys. studentów, a 2008 r. – 43,8 tys. W tym czasie oferta bydgoskich szkół wyższych dotyczyła kilkudziesięciu kierunków studiów i kilkuset specjalności. Kadra naukowa szkół wyższych i jednostek badawczych sektora publicznego liczyła ponad 2 tys. nauczycieli akademickich, w tym 450 z tytułem profesora.
W 2006 r. ok. 20% studentów w Bydgoszczy zgłębiało kierunki pedagogiczne, a po ok. 10% przypadało na kierunki społeczne i medyczne. Znacząca liczba studentów wybierała również kierunki: inżynieryjno-techniczne, humanistyczne, ekonomiczne i rolnicze. Co trzeci student w Bydgoszczy uczył się w uczelni niepublicznej, zaś połowa w trybie dziennym.
Według danych Narodowego Spisu Powszechnego GUS z 2002 r. ponad 50% bydgoszczan posiada wykształcenie co najmniej średnie, a ponad 14% legitymuje się wykształceniem wyższym. Z kolei w grupie wiekowej 25–34 lat wykształcenie średnie lub policealne posiadało 40% populacji, a wyższe – 26%.
Według danych statystycznych GUS za 2004 rok, Bydgoszcz skupiała połowę studentów oraz ok. 60% nauczycieli akademickich w województwie kujawsko-pomorskim. Znajdują się tu jedyne w województwie publiczne uczelnie: medyczna, muzyczna i rolnicza oraz najstarsza i najbardziej utytułowana uczelnia techniczna. Do kierunków studiów niepowtarzalnych na innych uczelniach w regionie są np. psychologia (UKW), inżynieria biomedyczna (PBS), lotnictwo i kosmonautyka (WSŚ).

## Historia szkolnictwa wyższego i nauki w Bydgoszczy

### Okres staropolski (1346-1772)
Staropolskie tradycje oświatowe Bydgoszczy sięgają wieku XIV, kiedy to założono pierwszą szkołę elementarną. W latach 1647–1780 istniało ufundowane przez kanclerza wielkiego koronnego Jerzego Ossolińskiego – kolegium jezuickie, które posiadało charakter szkoły średniej, a w latach 1530–1774 Bernardyńskie Studium Filozoficzne. Stwierdzono, że w XV-XVII w. około 50 bydgoszczan ukończyło studia na Uniwersytecie Jagiellońskim w Krakowie. Jest to stosunkowo duża liczba w porównaniu do innych miast Kujaw i Wielkopolski. Pierwszy student bydgoszczanin pojawił się w Krakowie w 1419 r., a najwięcej studentów z Bydgoszczy zanotowano w okresie 1480-1580 r. Najwybitniejszym uczonym przedrozbiorowej Bydgoszczy był bernardyn Bartłomiej – autor pierwszego słownika łacińsko-polskiego.

### Okres pruski (1772-1920)

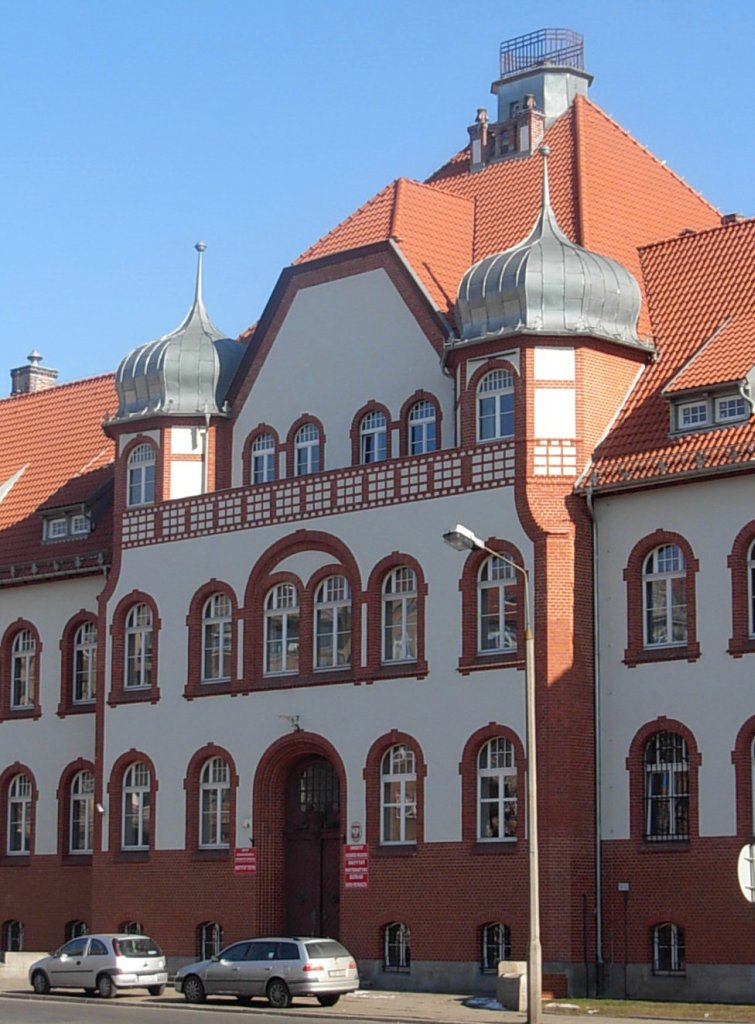
Budynek główny Instytutów Rolniczych, założonych w 1903 r. – pierwszej placówki naukowo-badawczej w Bydgoszczy

Bydgoszcz pojawiła się po raz pierwszy w kontekście szkolnictwa wyższego w końcu XVIII wieku, kiedy władze pruskie rozważały utworzenie uczelni akademickich wraz z katedrami teologii w celu stworzenia przeciwwagi wobec biskupich seminariów duchownych. Wskazywano na Akademię Leopoldina we Wrocławiu, Chełmno, Królewiec, Toruń, Frankfurt nad Odrą oraz Bydgoszcz. W tym przypadku szło o przekształcenie Kolegium Jezuickiego w akademię. Realizację tego projektu przerwały: insurekcja kościuszkowska, a potem kampania napoleońska, w rezultacie której miasto w latach 1807–1815 znalazło się w granicach Księstwa Warszawskiego jako stolica departamentu.
Intensywny rozwój gospodarczy i demograficzny Bydgoszczy w drugiej połowie XIX w. spowodował napływ inteligencji zawodowej narodowości niemieckiej. Wielu przedstawicieli tego środowiska brało udział w popularyzacji osiągnięć naukowych w miejscowych organizacjach i stowarzyszeniach. W 1857 r. powstało Towarzystwo Techniczne (niem. Technischer Verein), w 1865 r. Towarzystwo Przyrodnicze (niem. Naturwissenschaftlicher Verein), które skupiało przede wszystkim nauczycieli szkół średnich i lekarzy. Kilka lat później powstało Towarzystwo Sztuki (niem. Künstverein), którego głównym celem była popularyzacja osiągnięć naukowych w dziedzinie historii sztuki oraz organizacja wystaw plastycznych. Najbardziej aktywną instytucją było Towarzystwo Historyczne Obwodu Nadnoteckiego (niem. Historischer Verein für Netzedistrikt), które powstało w 1880 r., a należeli do niego także miejscowi Polacy. Jego członkowie prowadzili badania naukowe nad historią Bydgoszczy i regionu, w tym także badania archeologiczne.
W 1902 r. nastąpiło zjednoczenie bydgoskich towarzystw w Niemieckie Towarzystwo Sztuki i Nauki (niem. Deutsche Gesellschaft für Kunst und Wissenschaft), które powołało kilka wydziałów, rozwijających ożywioną działalność wydawniczą, naukową i popularyzatorską. Wielu Polaków, mieszkańców Bydgoszczy, nie zaangażowanych w towarzystwa niemieckie – współpracowało natomiast z Poznańskim Towarzystwem Przyjaciół Nauk. Wszystkie te działania podniosły poziom kultury, sztuki i nauki w Bydgoszczy i stworzyły odpowiedni klimat dla rozwoju szkolnictwa wyższego.
Pierwsze konkretne działania władz miasta o ulokowanie w mieście uczelni typu uniwersyteckiego podjęto w 1873 r. (w setną rocznicę przyłączenia Obwodu Nadnoteckiego do Prus), kiedy magistrat z burmistrzem Reinholdem Boie na czele, wystosował w tej sprawie petycję do rządu w Berlinie. Idea ta wówczas nie doczekała się aprobaty. Uzasadnieniem odmowy było stwierdzenie, że miasto nie posiada wystarczającej liczby absolwentów szkół średnich. W konsekwencji odmowy, bydgoska „komisja uniwersytecka” zastanawiała się nad przeniesieniem nad Brdę jednego z mniejszych niemieckich uniwersytetów, jak uczyniono z wszechnicą z Frankfurtu nad Odrą (Viadrina) przenosząc ją do Wrocławia.
Ponowne starania wznowiono w 1886 roku, używając tym razem argumentu o charakterze politycznym. W uzasadnieniu petycji podano, że kształcenie młodzieży przez odpowiedni dobór kadry nauczającej dodatnio wpłynie na proces germanizacji Bydgoszczy i okolic. Okazało się, że i ten argument nie zmienił stanowiska władz rządowych. Starania Bydgoszczy torpedowała w tym czasie konkurencja Poznania, który również podejmował nieudane próby pozyskania od rządu pruskiego lokalizacji szkoły wyższej. Niemniej projekt powołania uniwersytetu w Prowincji Poznańskiej stawał się coraz bardziej realny na kanwie programu umocnienia żywiołu niemieckiego w Wielkopolsce i na Pomorzu (niem. Hebungspolitik).
Dużą rolę w popularyzacji idei uniwersytetu w Bydgoszczy odegrał nadburmistrz Alfred Knobloch (1899-1910). 14 października 1901 r. wystąpił on z memoriałem w tej sprawie do kanclerza Rzeszy Niemieckiej – Bernharda von Büllowa. Obok argumentów politycznych, narodowych, społecznych, ekonomicznych i geograficzno-komunikacyjnych, posłużył się argumentami z zakresu tzw. interesu młodzieży i rodziny. Tym razem staraniom sprzyjał program rządowy zmierzający do szybszego rozwoju gospodarczego wschodnich ziem cesarstwa niemieckiego. W efekcie tej polityki władze pruskie podjęły decyzję utworzenia uczelni w Gdańsku i Poznaniu (Akademia Królewska), natomiast w Bydgoszczy stanowiącej centrum silnie rolniczo rozwiniętego regionu (Kujawy, Krajna, Pałuki, Ziemia chełmińska) widziały potrzebę założenia placówki naukowo-badawczej zajmującej się produkcją rolniczą, tym bardziej że istniejące tego typu placówki na uniwersytetach w Królewcu, Wrocławiu i Berlinie były zbyt daleko, aby prowadzić działalność badawczą i doradztwo w specyficznych warunkach rozwoju rolnictwa Poznańskiego i Pomorza. Program naukowy tej placówki skonsultowano z podobnym Instytutem działającym w Berlinie.
W październiku 1902 roku rząd pruski (Ministerstwo Rolnictwa, Dóbr Państwowych i Lasów) podjął ostatecznie decyzję o utworzeniu w Bydgoszczy instytutów badawczych dla celów rolnictwa. Miały one jednocześnie zająć się szkoleniem zawodowym rolników praktyków, nauczycieli i personelu administracyjnego. Instytuty Rolnicze w Bydgoszczy powstały w latach 1903–1906 zajmując teren o powierzchni 7,5 ha. Okalające zespół architektoniczny ulice (al. Ossolińskich, pl. Weyssenhoffa, ul. Powstańców Wlkp) wytyczone zostały krótko przed budową Instytutu, tworząc wraz z nim zespół urbanistyczny o dużych walorach kompozycyjnych. Struktura organizacyjna instytutu została zreorganizowana na wzór uniwersytetu z czterema wydziałami: chemii rolnej, chorób roślin, higieny zwierząt i melioracji. Po włączeniu Bydgoszczy do odrodzonego państwa polskiego w 1920 roku, nastąpił intensywny rozwój instytutu, który do 1927 r. działał jako Państwowy Instytut Naukowo-Rolniczy, a później stał się oddziałem Państwowego Instytutu Naukowego Gospodarstwa Wiejskiego w Puławach. Jego działalność kontynuowano, a nawet poszerzono również po 1945 r.
W 1911 r. ukończono w Bydgoszczy budowę siedziby planowanej dla wyższej szkoły technicznej, wznoszonej również z myślą o artystycznych kierunkach przyszłego bydgoskiego uniwersytetu. 2 października 1911 r. zainaugurowała w niej działalność Królewsko-Pruska Szkoła Rzemiosł i Przemysłu Artystycznego (niem. Königliche Preussische Handwerker- und Kunstgewerbeschule), podniesiona w 1916 r. do rangi Akademii Przemysłu Artystycznego. W latach 1920–1923 działalność szkoły kontynuowano pod nazwą Państwowa Szkoła Przemysłu Artystycznego. Należała ona wówczas do wąskiego grona czterech istniejących w kraju szkół wyższych o takim profilu. Obecność w Bydgoszczy kadry profesorskiej, rekrutującej się spośród wybitnych artystów, sprowadzonych z kraju i zagranicy oraz naukowców zatrudnionych w Instytutach Rolniczych zaowocowało m.in. powołaniem w mieście towarzystw artystycznych i naukowych, m.in.: Towarzystwa Zachęty Sztuk Pięknych oraz Polskiego Towarzystwa Przyrodników im. Kopernika. W 1922 r. odbył się także w Bydgoszczy I Ogólnopolski Zjazd Rolny, na który przybyli najwybitniejsi przedstawiciele nauk rolniczych z kraju i zagranicy.
Jeszcze przed 1920 r. funkcjonowało także w Bydgoszczy kilka szkół średnich, w ówczesnej nomenklaturze – wyższych, np. Bydgoskie Konserwatorium Muzyczne.

### Okres międzywojenny (1920–1945)

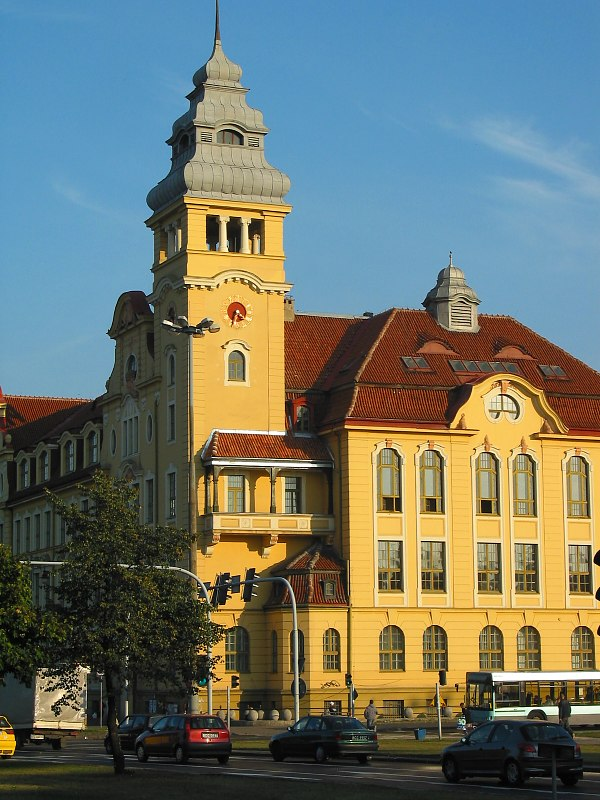
Budynek Akademii Przemysłu Artystycznego, założonej w 1911 r.; w okresie międzywojennym mieścił Państwową Szkołę Przemysłową oraz Cywilną Szkołę Mechaników Lotnictwa, a po II wojnie światowej – Technikum Mechaniczno-Elektryczne i Zespół Szkół Mechanicznych nr 1. W 1952 r. odbywały się w nim zajęcia nowo powstałej Wieczorowej Szkoły Inżynierskiej.

Po 1920 r., w polskiej już Bydgoszczy kontynuowano starania o ulokowanie w mieście uczelni. W czasie, gdy niejasny był status Wilna, pojawiła się propozycja przeniesienia do Bydgoszczy tamtejszego Uniwersytetu Stefana Batorego, jednak idea ta nie doczekała się realizacji, gdyż Wilno pozostało przy Polsce. W tej sytuacji podjęto nieudane próby utworzenia Collegium Humanisticum jako oddziału filozoficzno-historycznego Uniwersytetu w Wilnie.
W lipcu 1919 r. – z inicjatywy grona profesorów i na wniosek Wielkopolskiej Izby Rolniczej – Naczelna Rada Ludowa podjęła uchwałę o utworzeniu w Bydgoszczy Akademii Rolniczej. Szkoła ta początkowo miała charakter półakademicki (nauka trwała 5 semestrów). Kadra nauczycielska pochodziła z Poznania, Lwowa, Krakowa. Swoją działalność dydaktyczną rozpoczęła w listopadzie 1919 r., początkowo w Poznaniu, gdyż Bydgoszcz znajdowała się jeszcze pod okupacją niemiecką, a w lutym 1920 r., po wyzwoleniu Pomorza, przeniesiono ją do Bydgoszczy. Akademia Rolnicza w Bydgoszczy mieściła się w jednym gmachu z Instytutami Rolniczymi. Po dwuletniej jej działalności – w związku z utworzeniem na Uniwersytecie Poznańskim Wydziału Rolniczo-Leśnego oraz sporami z kierownictwem Instytutów – postanowiono ją przenieść do Cieszyna pod nazwą Państwowa Szkoła Gospodarstwa Wiejskiego. Tym samym Bydgoszcz została pozbawiona szkoły, która dzięki dobrym warunkom lokalowym, jak też miejscowej tradycji nauk rolniczych, dawała nadzieję rychłego awansu do rangi pełnej uczelni rolniczej.
Placówką naukową, której działalność kontynuowano w Bydgoszczy po okresie pruskim były Instytuty Rolnicze. Odegrały one ważną rolę w podniesieniu poziomu kultury rolnej w Wielkopolsce, Kujawach i na Pomorzu. Mimo że placówka znalazła się w sferze działalności funkcjonującego od 1920 r. Wydziału Rolno-Leśnego Uniwersytetu Poznańskiego – utrzymała się jako filia Państwowego Instytutu Naukowego Gospodarstwa Wiejskiego w Puławach. W okresie wielkiego kryzysu pod znakiem zapytania stanęło istnienie Instytutów, lecz ich ponowny rozwój datuje się od 1938 r., po włączeniu Bydgoszczy do województwa pomorskiego. Wzmocnili go wówczas nowi pracownicy z Poznania, m.in. profesorowie: Antoni Filutowicz i Aleksy Byczkowski.
W końcu 1922 r. członkowie powstałego na Pomorzu Polskiego Instytutu Narodowego zaproponowali otwarcie w Bydgoszczy Akademii Nauk Społecznych, która miała być szkołą wyższą kształcącą działaczy narodowych, urzędników państwowych i komunalnych, potrzebnych do spolszczenia odzyskanych ziem zachodnich. Projekt ten wspierała bydgoska rada miejska i ówczesny prezydent Bernard Śliwiński. Siedzibą uczelni miał być budynek przy ul. Konarskiego. Podczas organizacji szkoły nawiązano kontakty z krakowskim środowiskiem naukowym, a na rektora wyznaczono prof. dra Józefa Kallenbacha. Z powodu trudności w skompletowaniu kadry oraz tzw. antagonizmów dzielnicowych działaczy PIN, projekt ten zaniechano w 1923 r. W 1934 r. podjęto kolejne starania o ulokowanie szkoły wyższej w Bydgoszczy, bardziej dostosowanej do potrzeb gospodarczych miasta, tj. typu przemysłowego i handlowego. I ta propozycja nie znalazła warunków do jej urzeczywistnienia.
Główną przyczyną niepowodzeń inicjatyw, związanych ze szkolnictwem wyższym w Bydgoszczy okresu międzywojennego była degradacja administracyjna (likwidacja rejencji i pozostawienie Bydgoszczy w Poznańskiem, wedle dotychczasowych granic prowincji pruskich), którą tylko w niewielkim stopniu powetowało włączenie Bydgoszczy do województwa pomorskiego w 1938 r. Niezależnie od niekorzystnych uwarunkowań zewnętrznych, siłą napędową uporczywych dążeń akademickich Bydgoszczy był jej rosnący potencjał demograficzny i gospodarczy (siódme miasto co do wielkości w II RP i największe na ówczesnym Pomorzu).
W okresie międzywojennym grono ludzi z wyższym wykształceniem, zatrudnionych w bydgoskich szkołach średnich i administracji prowadziło prace naukowo-badawcze. Duże zasługi w organizowaniu środowiska naukowego odegrały zorganizowane od podstaw: Biblioteka Miejska (od 1920 r., dyr. Witold Bełza), Muzeum Miejskie (od 1923 r. dyr. ks. Jan Klein i Tadeusz Dobrowolski) i Archiwum Miejskie (istn. od 1924 r., od 1938 r. Archiwum Wojewódzkie dla Pomorza). W latach 30. XX w. Biblioteka Miejska pełniła funkcję poważnego zaplecza naukowego dla środowiska humanistycznego. Zgromadzone w Archiwum Miejskim akta stanowiły zaplecze źródłowe dla historyków Bydgoszczy i regionu, natomiast Muzeum Miejskie pełniło funkcję ośrodka życia kulturalnego, w którym odbywały swoje zebrania i posiedzenia towarzystwa naukowe oraz ich filie, m.in. Towarzystwo Przyjaciół Sztuk Pięknych, Związek Plastyków Pomorskich, Polskie Towarzystwo Krajoznawcze, Towarzystwo Miłośników Miasta Bydgoszczy oraz Towarzystwo Numizmatyczne. W 1934 r. powstała w Bydgoszczy Rada Artystyczno-Kulturalna, która – wykorzystując dorobek analogicznych instytucji działających w Poznaniu i Krakowie – zajęła się przede wszystkim popularyzacją dorobku nauk humanistycznych. Z kolei w 1933 r. rozpoczęto wydawanie periodyku „Przegląd Bydgoski”, w którym popularyzowano dzieje Bydgoszczy, a w 1939 r. utworzono Instytut Bałtycki, którego profil naukowo-badawczy uwzględniał w dużym stopniu problematykę historyczną miasta. Niewątpliwym osiągnięciem okresu międzywojennego było nawiązanie kontaktów z innymi ośrodkami naukowymi, głównie ze środowiskiem naukowym Poznania, które po II wojnie światowej przyczyniły się w znacznym stopniu do rozwoju środowiska naukowego w Bydgoszczy.

### Okres powojenny (1945–1989)

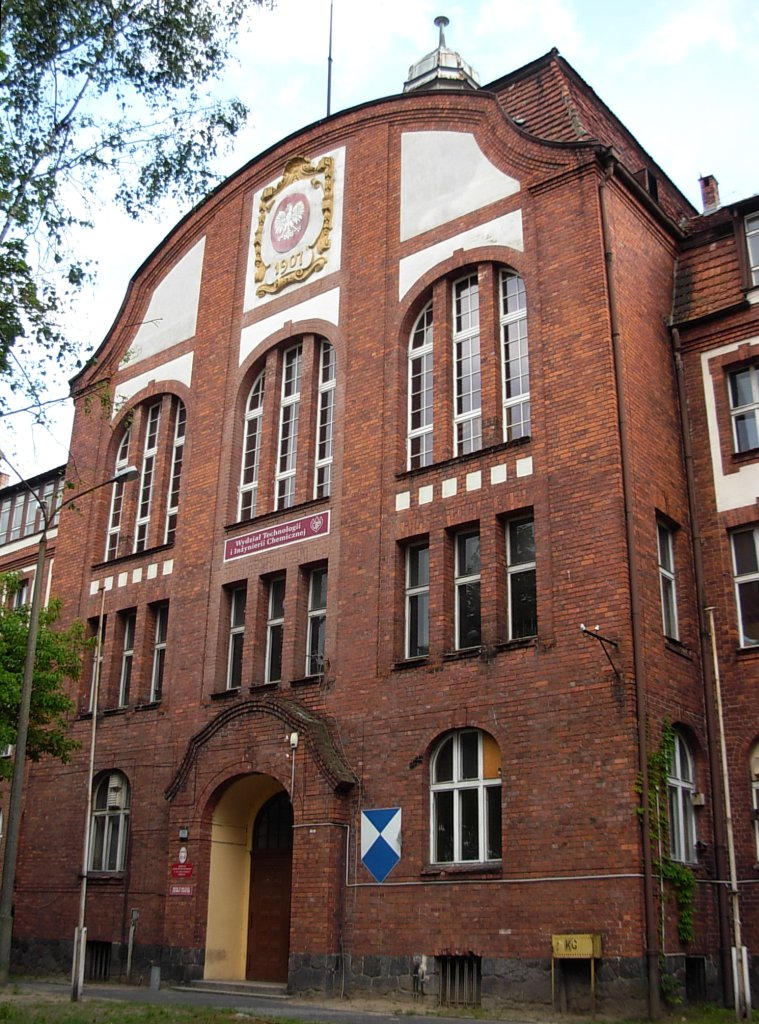
Siedziba Wydziału Chemicznego PBS – jednego z dwóch najstarszych wydziałów uczelni w Bydgoszczy (zał. w 1951 r., w budynku od 1966 r.)

Idea uniwersytecka doczekała się realizacji dopiero po II wojnie światowej. Pierwsze kroki wiążą się z rokiem 1945, w związku z koniecznością przeniesienia Uniwersytetu Stefana Batorego w Wilnie. Wielokrotnie zmieniały się koncepcje, co do miejsca powołania i struktury uniwersytetu. Obok Torunia wielu zwolenników miał Gdańsk, zaś jedna z koncepcji – wysunięta m.in. przez prof. Ludwika Kolankowskiego proponowała utworzenie 6-wydziałowego uniwersytetu w trzech miastach:
- w Toruniu wydziału humanistycznego i prawniczego,
- w Gdańsku – ekonomicznego i lekarskiego,
- w Bydgoszczy – matematyczno-przyrodniczego i gospodarczego (rolnictwo, leśnictwo, ogrodnictwo).

Uczelnia miała mieć wspólnego rektora i senat, a w każdym z miast pieczę nad wydziałami miał sprawować prorektor. Ostatecznie kadrę uniwersytetu z Wilna przeniesiono w całości do Torunia. Mimo i tych niepowodzeń, myśl o utworzeniu w Bydgoszczy uczelni stopniowo nabierała realnych kształtów.
Skok demograficzny (100 tys. nowych mieszkańców w ciągu 15-lecia 1945-1960), ustanowienie w Bydgoszczy centrum administracyjnego województwa oraz gospodarcze i społeczne przemiany spowodowały korzystne przemiany jakościowe w procesie rozwoju miasta, które musiały doprowadzić do wytworzenia silnego środowiska kulturalno-naukowego. Począwszy od lat 50. XX w. powstawały stopniowo uczelnie publiczne, bazujące na miejscowym środowisku, z czasem uzyskując coraz większe znaczenie i powiększając potencjał naukowy. Rozwijały się nadto liczne instytuty badawcze i towarzystwa naukowe.
W 1951 r. powołano w Bydgoszczy pierwszą uczelnię – Wieczorową Szkołę Inżynierską, przeznaczoną dla dokształcania kadr zatrudnionych w przemyśle województwa bydgoskiego. Wybór uczelni technicznej był uzasadniony palącą potrzebą kształcenia kadr kierowniczych dla rozwijającego się przemysłu, czego nie mógł zapewnić UMK w Toruniu. Z chwilą powstania uczelnia posiadała dwa wydziały: mechaniczny, mieszczący się w budynku Zespołu Szkół Mechanicznych i chemiczny – w zakładach Zachem w Bydgoszczy i Soda-Mątwy w Inowrocławiu. W 1961 r. powołano wydział telekomunikacji, w 1963 r. zorganizowano wieczorowe studia w zakresie budownictwa i elektryczności, a w 1964 r. kierunek technologii chemicznej. 12 września 1964 r. uczelnia została przekształcona w Wyższą Szkołę Inżynierską, posiadającą również studia stacjonarne. W dwa lata później zorganizowano wydział technologii chemicznej, a w roku następnym wydział budownictwa lądowego.
Pod koniec lat 50. XX w. władze miejskie i wojewódzkie podjęły starania o na rzecz ulokowania w Bydgoszczy kilku uczelni, czego wymagały przede wszystkim potrzeby miasta i regionu, który odczuwał dotkliwy brak wykwalifikowanej kadry różnych specjalności. Poza rozwojem Wyższej Szkoły Inżynierskiej planowano powstanie Wyższej Ekonomicznej Szkoły Zawodowej oraz Akademii Medycznej.
W latach 60. XX w. duży wkład w konstytuowanie się uczelni i innych placówek naukowych w Bydgoszczy miały uczelnie poznańskie. W 1960 r. Wyższa Szkoła Ekonomiczna w Poznaniu zorganizowała w Bydgoszczy punkt konsultacyjny Wydziału Ogólnoekonomicznego, a w 1963 r. UAM – podobny punkt Wydziału Prawa. Jednak placówki te nie okazały się rozwojowe, gdyż kształcenie na tych kierunkach zapewniły rozwijające się wydziały UMK w Toruniu. Kolejny punkt konsultacyjny w Bydgoszczy uruchomiła poznańska Wyższa Szkoła Rolnicza. W 1969 r. na jej bazie utworzono stałą bydgoską filię WSR z wydziałem rolnym, a od 1971 r. także wydziałem zootechnicznym.
W październiku 1974 r. powstała w Bydgoszczy Akademia Techniczno-Rolnicza im. Jana i Jędrzeja Śniadeckich z połączenia dwóch uczelni: Wyższej Szkoły Inżynierskiej i bydgoskiej filii Akademii Rolniczej w Poznaniu. Decyzję o powołaniu ATR poparto na szczeblu rządowym decyzją, dotyczącą budowy ośrodka szkół wyższych w Bydgoszczy-Fordonie, równolegle do budowy kampusu UMK w Toruniu. Akt erekcyjny pod pierwszy obiekt dydaktyczny Wydziału Elektroniki i Elektrotechniki wmurowano w 1974 r., a w roku 1977 oddano pierwsze obiekty. Na ATR już w 1976 r. pracowało 1300 osób (w tym 485 pracowników naukowych) oraz studiowało 7 tys. studentów. Uczelnia prowadziła również szeroko zakrojone badania naukowe na rzecz gospodarki narodowej i współpracowała z przedsiębiorstwami z regionu bydgoskiego.
Dynamiczny rozwój szkolnictwa wyższego nastąpił w latach 70. XX w. Jego przyczyną było ukształtowanie się autentycznego środowiska naukowego, którego reprezentantem i wyrazicielem stało się od 1959 r. Bydgoskie Towarzystwo Naukowe.
W 1969 r. powstała w Bydgoszczy Wyższa Szkoła Nauczycielska, która była jedną z czterech pierwszych w kraju samodzielnych uczelni, zorganizowanych dla kształcenia nauczycieli na poziomie wyższym zawodowym. W 1974 r. została przekształcona w Wyższą Szkołę Pedagogiczną. W 1976 r. osiągnęła pełny czteroletni cykl kształcenia w ramach trzech wydziałów: humanistycznego z 5 kierunkami, pedagogicznego z 6 specjalnościami i matematyczno-przyrodniczego z 2 kierunkami. W 1979 r. na uczelni studiowało 5 tys. studentów, a kadra naukowa liczyła 254 osoby. Znaczenie WSP w życiu środowiska naukowego Bydgoszczy polegało przede wszystkim na stworzeniu podstaw do kształtowania się ośrodka nauk humanistycznych i społecznych, ustępujących do tej pory w Bydgoszczy na rzecz kultury technicznej.
W 1971 r. powołano w Bydgoszczy Zespół Nauczania Klinicznego Wydziału Lekarskiego Akademii Medycznej w Gdańsku. Był to zalążek bydgoskiej Akademii Medycznej, która ukonstytuowała się w 1985 r. Uczelnia ta korzystała z kadr medycznych, ukształtowanych w istniejącym od 1951 r. bydgoskim Studium Doskonalenia Lekarzy, mającym charakter szkoły podyplomowej. Do 1970 r. pięciu uczących w nim lekarzy uzyskało stopień doktora habilitowanego, a dwudziestu kilku stopień doktora nauk medycznych. 1 września 1975 r. uruchomiono bydgoską filię Akademii Medycznej w Gdańsku z 19 klinikami i zakładami oraz bazą Wojewódzkiego Szpitala Zespolonego przy ul. Curie-Skłodowskiej.
Ostatnią z publicznych uczelni powstałych w Bydgoszczy w latach 70. była filia Państwowej Wyższej Szkoły Muzycznej w Łodzi, uruchomiona 11 października 1974 r. Jej powstaniu sprzyjały bogate tradycje muzyczne Bydgoszczy, sięgające okresu pruskiego oraz potrzeby kadrowe istniejących w mieście instytucji muzycznych (Filharmonia, Opera i Operetka, szkoły muzyczne I i II stopnia, ruch amatorski). Uczelnia ta w 1979 r. została mianowana Wyższą Szkołą Muzyczną w Bydgoszczy, a w 1981 r. uzyskała miano Akademii Muzycznej. Ponadto w latach 70. funkcjonowały w Bydgoszczy punkty konsultacyjne: Akademii Wychowania Fizycznego w Poznaniu (od 1973 r.) i wydziału prawa UMK w Toruniu. W roku akademickim 1979/1980 studiowało w Bydgoszczy 11 tys. studentów.
W latach 80. XX w. pojawiły się pomysły: wcielenia bydgoskiej WSP do UMK w Toruniu oraz przekształcenie WSP w uniwersytet. Obie koncepcje nie znalazły uznania: pierwsza w toruńskim środowisku naukowym, a drugiej – mimo wstępnej zgody Ministerstwa Oświaty, nie wprowadzono w życie.

### Okres III RP (po 1989)

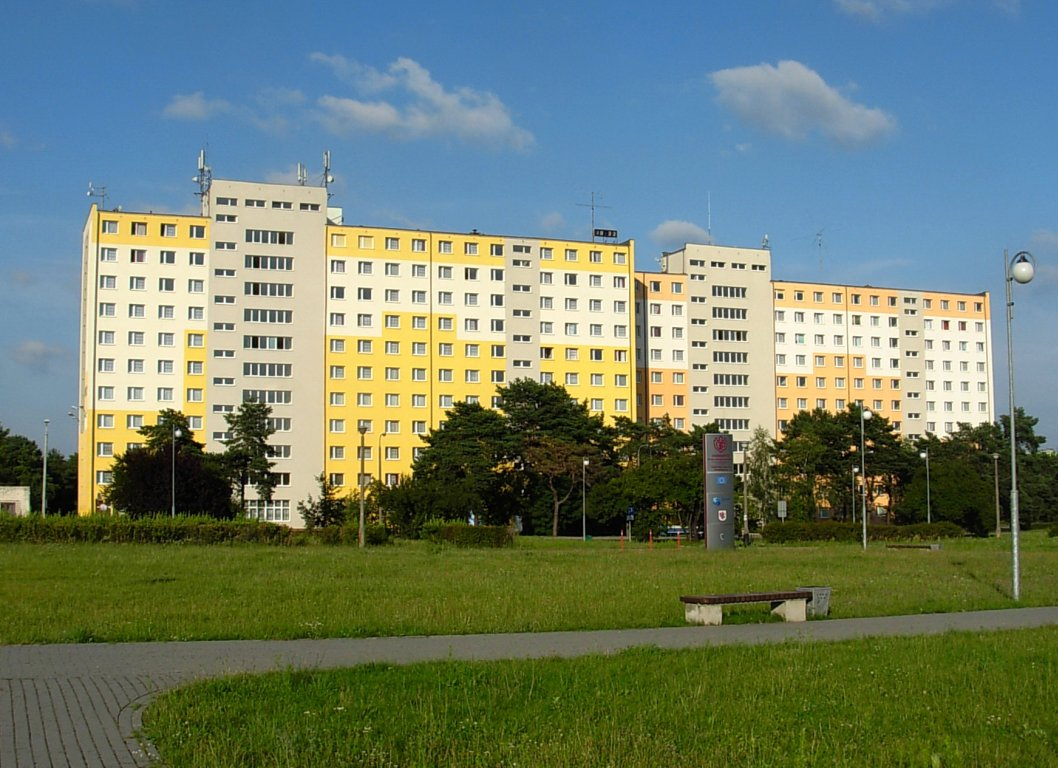
Akademiki PBS

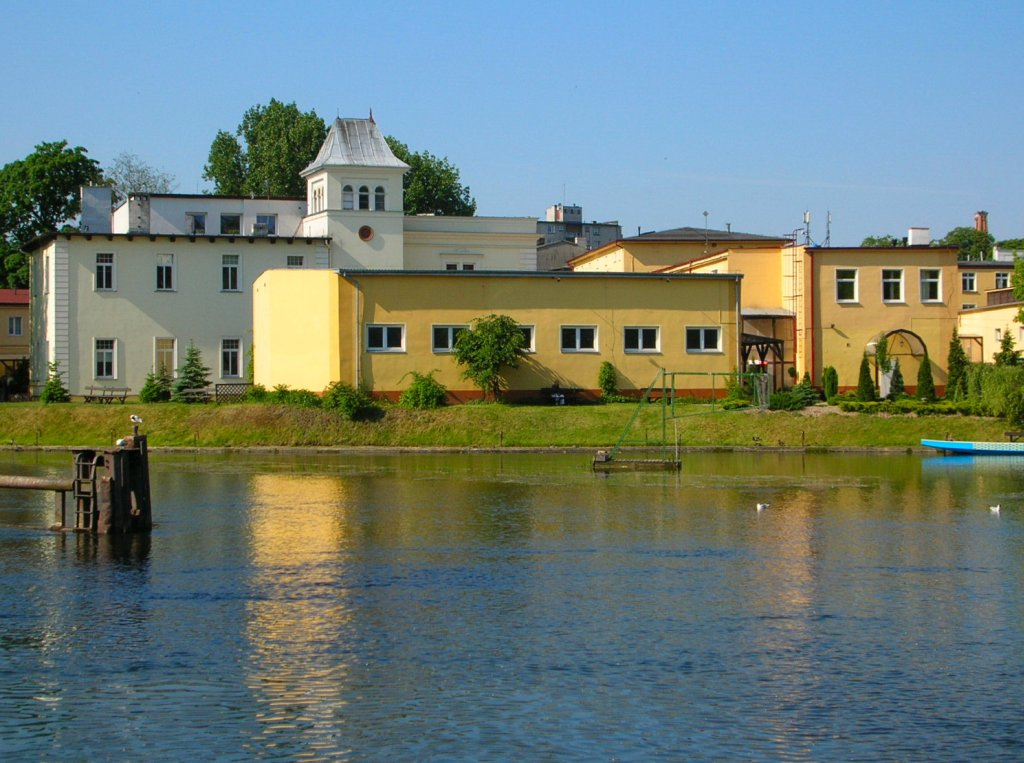
Siedziba Wyższej Szkoły Gospodarki

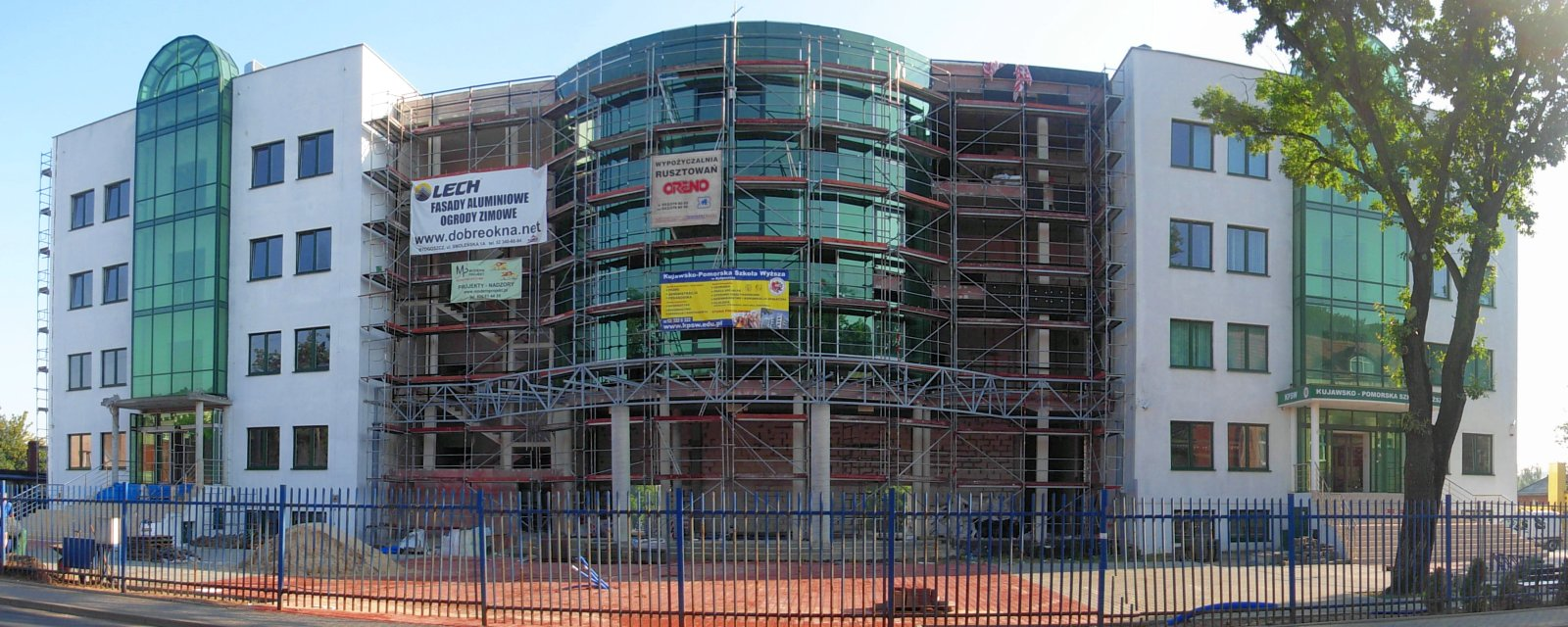
Kampus Kujawsko-Pomorskiej Szkoły Wyższej

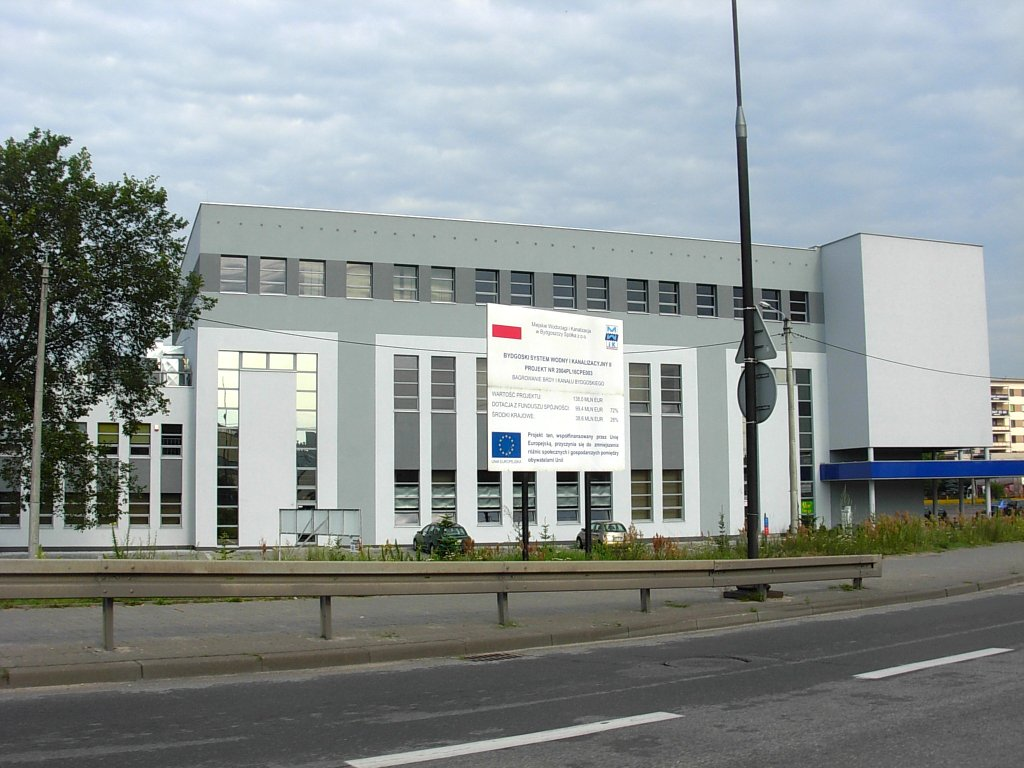
Wyższa Szkoła Bankowa w Toruniu Wydział Finansów i Zarządzania w Bydgoszczy

Gwałtowny wzrost liczby studentów i kadry naukowej w Bydgoszczy rozpoczął się po przełomie politycznym w 1989 r. W latach 90. XX w. nastąpił czterokrotny wzrost liczby studentów. Powiększała się też kadra naukowa. Np w WSP nastąpił sześciokrotny wzrost liczby profesorów. W 1994 r. w bydgoskich uczelniach i instytutach naukowych pracowało 197 profesorów i doktorów habilitowanych, w tym 57 profesorów tytularnych. Z tego na ATR przypadało 34, a Akademię Medyczną – 16 osób z tym tytułem. Sumaryczny potencjał publicznych uczelni bydgoskich w latach 90. XX w. można już było porównać z Uniwersytetem Mikołaja Kopernika w Toruniu.
W 1994 r. pojawiła się kolejny raz myśl powołania Uniwersytetu Bydgoskiego. Mogła ona dojść do skutku wówczas poprzez integrację bydgoskich uczelni publicznych, których łączny potencjał był znaczący, spełniając ówczesne kryteria uniwersyteckie. Gdy ta koncepcja nie zyskała uznania w miejscowym środowisku naukowym, zaczęto forsować pomysł samodzielnego przekształcenia WSP w uniwersytet, poprzez stopniowy wzrost potencjału naukowego uczelni, popierany usilnie przez władze miejskie. Od 1996 r. ustanowionego rokiem Uniwersytetu Bydgoskiego, działała fundacja na jego rzecz, a władze miejskie dokonały wielu darowizn budynków oraz mieszkań dla naukowców sprowadzanych z innych ośrodków. W rezultacie tej polityki, w latach 90. najwyższego rozwoju spośród uczelni publicznych uzyskała Wyższa Szkoła Pedagogiczna, która stopniowo zmieniła profil kształcenia z pedagogicznego na uniwersytecki.
W 1999 r. rektor UMK w Toruniu zgłosił koncepcję utworzenia uniwersytetu federacyjnego bydgosko-toruńskiego na bazie uczelni z obu miast. Nie zyskała ona jednak poparcia ATR. W tej sytuacji każda z publicznych uczelni bydgoskich wybrała indywidualną ścieżkę rozwoju, z zachowaniem autonomii. Miano Uniwersytetu Kazimierza Wielkiego osiągnęła w 2005 r. samodzielnie Akademia Bydgoska (do 2000 r. Wyższa Szkoła Pedagogiczna), zaś do tytuł Uniwersytetu Technologiczno-Przyrodniczego osiągnęła w 2006 r. Akademia Techniczno-Rolnicza (od 2021 Politechnika Bydgoska). Inną drogę wybrała Akademia Medyczna, która w 2004 r. przyłączyła się do UMK w Toruniu jako Collegium Medicum UMK w Bydgoszczy. Kolejna bydgoska uczelnia publiczna – Akademia Muzyczna jako swój cel strategiczny obrała uzyskanie miana Uniwersytetu Muzycznego.
W drugiej połowie lat 90. XX w. intensywny rozwój w Bydgoszczy rozpoczęły uczelnie niepubliczne. Pierwszą z nich była Wyższa Szkoła Środowiska (decyzja Ministra Edukacji Narodowej z 31 lipca 1998, dawniej Wyższa Szkoła Ochrony Środowiska), następnie Wyższa Szkoła Gospodarki (17 marca 1999, do 2005 r. Wyższa Pomorska Szkoła Turystyki i Hotelarstwa), Wyższa Szkoła Zarządzania i Finansów (8 kwietnia 1999, po 2004 r. wchłonięta przez WSG), Kujawsko-Pomorska Szkoła Wyższa (13 września 2000), Bydgoska Szkoła Wyższa (2004, dawniej Wyższa Szkoła Informatyki i Przedsiębiorczości), Wyższa Szkoła Nauk o Zdrowiu (2005), Wyższa Szkoła Ekonomiczno-Społeczna (2005, nieistniejąca). Wydziały, bądź punkty zamiejscowe w Bydgoszczy otwierały także inne uczelnie, m.in. Wyższa Szkoła Informatyki w Łodzi (1999), Wyższa Szkoła Bankowa w Toruniu (2007), Wyższa Szkoła Humanistyczno-Ekonomiczna w Łodzi i inne.
Spośród bydgoskich uczelni niepublicznych, największą dynamikę rozwojową, w tym przede wszystkim wzrost liczby studentów i kadry zanotowały: Wyższa Szkoła Gospodarki i Kujawsko-Pomorska Szkoła Wyższa. Po 2000 r. ponad 30% studentów w Bydgoszczy przypadało na uczelnie niepubliczne, zaś WSG i KPSW wyróżniały się wśród uczelni niepublicznych w północnej Polsce. W 2004 r. uruchomiono także Wyższe Seminarium Duchowne Diecezji Bydgoskiej, które współistnieje z Wyższym Misyjnym Seminarium Duchownym Zgromadzenia Ducha Świętego (od 1976 r.) oraz istniejącym od 1982 r. Prymasowskim Instytutem Kultury Chrześcijańskiej (po 1998 r. sekcją Wydziału Teologicznego UAM w Poznaniu).

## Uczelnie

### Uczelnie publiczne
| Nazwa adres                                                                                      | Rok założenia | Wydz. | Studenci (2010) | Kadra naukowa (2010) | Uwagi | Zdjęcie |
| ------------------------------------------------------------------------------------------------ | ------------- | ----- | --------------- | -------------------- | --- | ------- |
| Uniwersytet Kazimierza Wielkiego ul. J. K. Chodkiewicza 30                                       | 1969          | 5     | 14115           | 665 (150 prof.)      | W latach 1969–1974 Wyższa Szkoła Nauczycielska, następnie Wyższa Szkoła Pedagogiczna, od 2000 r. Akademia Bydgoska im. Kazimierza Wielkiego; w 2005 r. przekształcona w uniwersytet pełnoprofilowy; oferuje kierunki pedagogiczne, przyrodnicze, IT oraz uniwersyteckie; niektóre z nich jako jedyna uczelnia w regionie kujawsko-pomorskim (psychologia); prowadzi m.in. bydgoskie Arboretum oraz Muzeum Dyplomacji i Uchodźstwa Polskiego; jest drugą co do wielkości uczelnią w regionie kujawsko-pomorskim po UMK. Strona                                                                                 |         |
| Politechnika Bydgoska im. Jana i Jędrzeja Śniadeckich ul. o. A. Kordeckiego 20                   | 1951          | 7     | 9629            | 814 (150 prof.)      | W latach 1951–1964 Wieczorowa Szkoła Inżynierska, następnie Wyższa Szkoła Inżynierska, od 1974 r. Akademia Techniczno-Rolnicza im. Jana i Jędrzeja Śniadeckich, po połączeniu WSI z bydgoską Filią Akademii Rolniczej w Poznaniu; w 2006 r. przekształcona w Uniwersytet Technologiczno-Przyrodniczy; oferuje kierunki techniczne, rolnicze, IT; współpracuje z miejscowymi przedsiębiorstwami, jest udziałowcem Bydgoskiego Parku Przemysłowego; prowadzi Regionalne Centrum Innowacyjności. Strona; w 2021 r. przekształcona w Politechnikę Bydgoską                                                        |         |
| Collegium Medicum im. Ludwika Rydygiera Uniwersytetu Mikołaja Kopernika ul. Jagiellońska 15      | 1984          | 3     | 5260            | 650 (100 prof.)      | Wydzielona część toruńskiego Uniwersytetu Mikołaja Kopernika. W 2010 r. pracownicy CM stanowili 30% ogółu zatrudnionych przez UMK (nauczycieli akademickich oraz pracowników niebędących nauczycielami akademickimi), zaś studenci – 17%. Uczelnia powstała w 1975 r. jako bydgoska Filia Akademii Medycznej w Gdańsku, w 1984 r. przekształcona w Akademię Medyczną im. Ludwika Rydygiera, a w 2004 r. wcielona do UMK z zachowaniem odrębności jako Collegium Medicum z własnym patronem i siedzibą w Bydgoszczy; oferuje kierunki medyczne, zarządza dwoma szpitalami uniwersyteckimi w Bydgoszczy. Strona |         |
| Akademia Muzyczna im. Feliksa Nowowiejskiego ul. J. Słowackiego 7                                | 1979          | 4     | 474             | 135 (55 prof.)       | Funkcjonuje od 1974 r., początkowo jako bydgoska Filia Wyższej Szkoły Muzycznej w Łodzi, usamodzielniona w 1979 r., w 1981 r. przekształcona w Akademię Muzyczną im. Feliksa Nowowiejskiego; kształci artystów muzyków: instrumentalistów, wokalistów, kompozytorów, teoretyków muzyki, animatorów życia muzycznego, dyrygentów symfonicznych i chóralnych, nauczycieli wychowania muzycznego i reżyserów dźwięku; z uwagi na rozbudowaną działalność artystyczną jest trzecią (obok Opery Nova i Filharmonii Pomorskiej) instytucją muzyczną w Bydgoszczy, współkreującą klimat kulturalny miasta. Strona    |         |
| Uniwersytet Ekonomiczny w Poznaniu – Ośrodek Studiów Wyższych w Bydgoszczy ul. Świętej Trójcy 37 | 1994          | 1     | ~50             |                      | Placówka powstała w wyniku starań bydgoskiego oddziału Polskiego Towarzystwa Ekonomicznego. W 1997 r. otwarto zaoczne Studium Uzupełniające Magisterskie oraz studia podyplomowe, m.in. Finansów i Marketingu, Rachunkowości, Szacowania Nieruchomości. W 2002 r. z oferty ośrodka korzystało ok. 800 studentów. W 2010 r. placówka kształciła w systemie dziennym i zaocznym, na kierunku ekonomia. W Bydgoszczy oferowane są studia I stopnia (licencjackie), po czym można kontynuować naukę na studiach magisterskich w Poznaniu. Strona                                                                  |         |
| Nauczycielskie Kolegium Języków Obcych ul. Dworcowa 80                                           | 1990          |       |                 |                      | Powstało jako kolegium publiczne z inicjatywy bydgoskiego Kuratora Oświaty. Organem prowadzącym jest Samorząd Województwa Kujawsko-Pomorskiego. NKJO kształci w czterech specjalnościach językowych: angielskim, francuskim, niemieckim i hiszpańskim. Absolwenci otrzymują dyplom licencjata uczelni patronackich Kolegium: Uniwersytetu im. Adama Mickiewicza w Poznaniu (angielski, francuski, niemiecki) i Uniwersytetu Warszawskiego (hiszpański). Strona |         |

### Uczelnie teologiczne
| Nazwa adres | Rok założenia | Studenci (2010) | Uwagi | Zdjęcie |
| --- | ------------- | --------------- | --- | ------- |
| Wyższe Misyjne Seminarium Duchowne Zgromadzenia Ducha Świętego im. bł. ojca Jakuba Lavala Aleje Jana Pawła II 117 | 1976          | ~15             | Założone w budynku prowincjalnym Zgromadzenia Ducha Świętego w Bydgoszczy, po aprobacie prymasa kard. Stefana Wyszyńskiego. W latach 80. XX w. w seminarium studiowało ok. 40 kleryków, a do grona profesorskiego należeli ojcowie duchacze z Bydgoszczy oraz kapłani z różnych diecezji: Gniezna, Poznania, Pelplina, Włocławka i Gdańska, w tym późniejsi biskupi (Edmund Piszcz, Marian Gołębiewski, Bogdan Wojtuś, Zbigniew Kiernikowski, Wojciech Polak). Od 2000 r. seminarium jest filią Wydziału Teologicznego UAM w Poznaniu. Strona |         |
| Prymasowski Instytut Kultury Chrześcijańskiej ul. Grodzka 16                                                      | 1982          | 300             | Erygowany w 1982 roku przez kard. Józefa Glempa na wniosek wikariusza biskupiego dla miasta Bydgoszczy Jana Nowaka. W 1988 r. Instytut uzyskał status uczelni na prawach państwowych, a w 1990 r. został afiliowany do Papieskiego Wydziału Teologicznego w Poznaniu, w 1998 r. przekształconego w Wydział Teologiczny Uniwersytetu im. Adama Mickiewicza w Poznaniu. Nauka odbywa się w systemie pięcioletnich studiów zaocznych w specjalności katechetyczno-pastoralnej.                                                                   |         |
| Wyższe Seminarium Duchowne Diecezji Bydgoskiej im. bpa Michała Kozala ul. Grodzka 16-22                           | 2005          | 42              | Powstało po erygowaniu przez Jana Pawła II diecezji bydgoskiej. Jest to zarazem sekcja zamiejscowa Wydziału Teologicznego Uniwersytetu im. Adama Mickiewicza w Poznaniu, kształcąca na kierunku teologii pastoralnej o specjalności kapłańskiej. Jurysdykcję kanoniczną nad Seminarium sprawuje biskup bydgoski. Strona |         |

### Uczelnie niepubliczne
| Nazwa adres | Rok założenia | Studenci (2010)                      | Nr rej. MENiS | Uwagi | Zdjęcie |
| --- | ------------- | ------------------------------------ | ------------- | --- | ------- |
| Wyższa Szkoła Gospodarki ul. Garbary 2                                                                                  | 1999          | 5108                                 | 309           | Do 2005 r. funkcjonowała jako Wyższa Pomorska Szkoła Turystyki i Hotelarstwa, od 2004 r. zyskała status szkoły akademickiej. W 2011 r. ofertę edukacyjną tworzyło 17 kierunków studiów i ok. 100 specjalności, zaś kadra naukowa liczyła ok. 450 nauczycieli akademickich. Zalicza się do większych uczelni niepublicznych w Polsce północnej. Prowadzi badania naukowe (Instytut Gospodarki Regionalnej i Lokalnej) oraz działalność kulturotwórczą (Akademicka Przestrzeń Kulturalna, Galeria nad Brdą, Muzeum Fotografii). Prowadzi nauczanie w ośrodkach zamiejscowych w Inowrocławiu, Malborku, Słupsku, Ełku i Toruniu. Współpraca z uczelniami z Francji i Niemiec umożliwia studentom zdobycie podwójnego dyplomu (polskiego i zagranicznego). Strona |         |
| Kujawsko-Pomorska Szkoła Wyższa ul. M Piotrowskiego 12-14                                                               | 2000          | 5606                                 | 190           | Uczelnia założona przez Helenę i Romana Czakowskich. W 2011 r. ofertę edukacyjną tworzyło 11 kierunków studiów (licencjackie, inżynierskie, magisterskie, podyplomowe) i ok. 60 specjalności z zakresu nauk humanistyczno-ekonomicznych oraz technicznych. KPSW prowadzi kierunek prawo na poziomie magisterskim jako jedna z dwóch uczelni niepublicznych w północnej Polsce (w tym jedyna w Bydgoszczy i jedyna niepubliczna w regionie kujawsko-pomorskim). Oprócz Bydgoszczy prowadzi nauczanie podyplomowe w ośrodkach zamiejscowych w Pile i Wałczu. Strona |         |
| Wyższa Szkoła Środowiska ul. Fordońska 120                                                                              | 1998          | ~800                                 | 139           | Najstarsza niepubliczna szkoła wyższa w Bydgoszczy, utworzona przez Fundację im. Rudolfa Steinera. Do 2005 r. funkcjonowała jako Wyższa Szkoła Ochrony Środowiska. Posiada status akademicki, 3 kierunki i 10 specjalności na studiach stacjonarnych i niestacjonarnych. Oferta edukacyjna dotyczy szeroko pojętej branży ochrony środowiska, ochrony dóbr kultury oraz lotnictwa. Strona |         |
| Bydgoska Szkoła Wyższa ul. Unii Lubelskiej 4c                                                                           | 2004          | ~2400                                | 307           | Bezwydziałowa wyższa szkoła zawodowa, kształcąca na studiach magisterskich (II stopnia), jednolitych magisterskich oraz licencjackich i inżynierskich (I stopnia) oraz podyplomowych na 11 kierunkach i ok. 40 specjalnościach. Początkowo funkcjonowała jako Wyższa Szkoła Informatyki i Przedsiębiorczości w Bydgoszczy. Posiada własny kampus w Śródmieściu Bydgoszczy. Strona |         |
| Wyższa Szkoła Nauk o Zdrowiu ul. Karpacka 54                                                                            | 2005          | 872                                  | 331           | Jedyna niepubliczna uczelnia medyczna w regionie kujawsko-pomorskim. W 2011 r. ofertę edukacyjną tworzyły 3 kierunki studiów (fizjoterapia, kosmetologia i biotechnologia) oraz 9 specjalności w ramach studiów licencjackich i podyplomowych. Uczelnia współpracuje ze szpitalami bydgoskimi oraz uzdrowiskowymi w Ciechocinku i Inowrocławiu. Strona |         |
| Wyższa Szkoła Bankowa w Toruniu Wydział Finansów i Zarządzania w Bydgoszczy ul. Fordońska 74                            | 2007          | 6998(łącznie w Toruniu i Bydgoszczy) | 148           | Wyższa szkoła zawodowa, założona w 1998 r. z inicjatywy Towarzystwa Edukacji Bankowej. Prowadzi studia I stopnia, II stopnia oraz podyplomowe w Toruniu, a od 2007 r. także w Bydgoszczy z porównywalną ofertą edukacyjną. Wydział Finansów i Zarządzania w Bydgoszczy oferuje studia licencjackie na 5 kierunkach, uzupełniające studia magisterskie na kierunku Zarządzanie oraz ok. 28 kierunków studiów podyplomowych. Strona |         |
| Wyższa Szkoła Humanistyczno-Ekonomiczna w Łodzi – Zamiejscowy Ośrodek Dydaktyczny w Bydgoszczy ul. Wojska Polskiego 46A | 2002          | ~100                                 | 30            | Prowadzi studia I stopnia na kierunkach: Pedagogika i Transport. Dwie trzecie zajęć oraz zaliczenia i egzaminy realizowane są w Bydgoszczy, zaś pozostałe zajęcia w Łodzi. Oferta studiów II stopnia dotyczy filologii, pedagogiki i politologii, z wykorzystaniem platformy e-learningowej (do 60% zajęć w Bydgoszczy, reszta w Łodzi). Strona |         |
| Wyższa Szkoła Zarządzania i Bankowości w Poznaniu – Dział Rekrutacji w Bydgoszczy ul. Jana III Sobieskiego 5            | 2007          | ~100                                 | 9             | Jedna z najstarszych uczelni niepublicznych w Polsce. Posiada kampusy w Poznaniu u Wrocławiu, w których łącznie studiuje 6 tys. osób. Od 2007 r. kształci w Zamiejscowym Wydziale Politologii w Bydgoszczy Strona |         |
| Niepubliczne Nauczycielskie Kolegium Języków Obcych ul. Grunwaldzka 32                                                  |               |                                      |               | Placówka założona przez Oddział Regionalny Towarzystwa Wiedzy Powszechnej w Bydgoszczy. Kształci nauczycieli języka angielskiego i niemieckiego. Opiekę dydaktyczno-naukową nad Kolegium sprawuje Uniwersytet Gdański, zaś absolwenci otrzymują dyplom licencjata UG. Strona |         |

## Pozauczelniane jednostki naukowo-badawcze

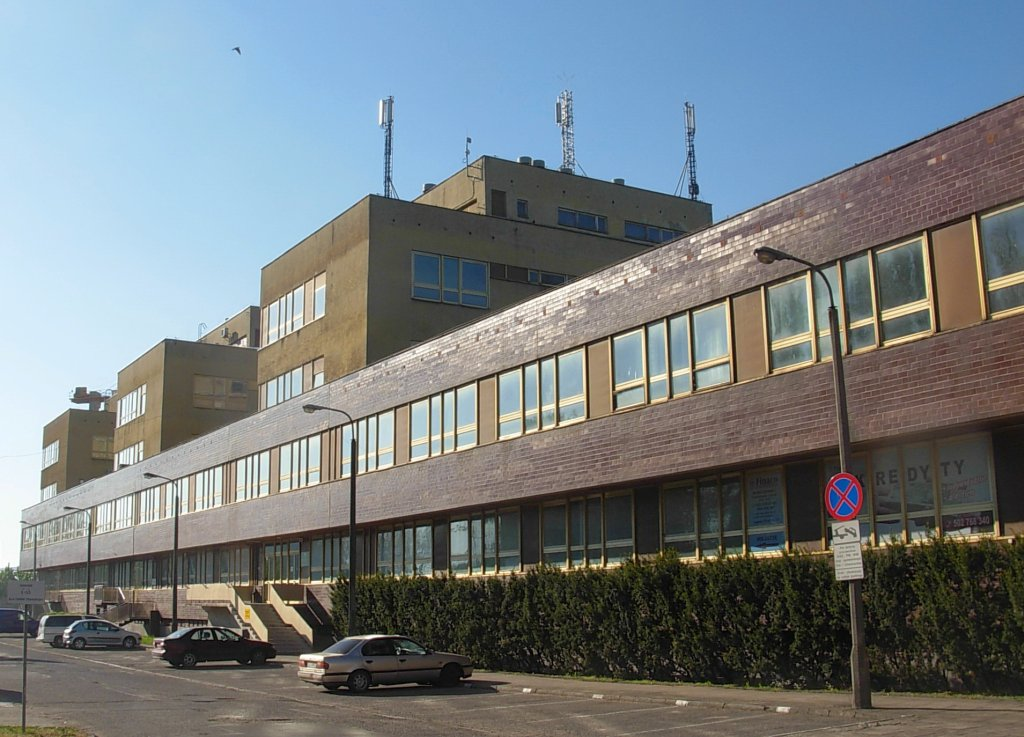
Siedziba bydgoskich oddziałów: Instytutu Hodowli i Aklimatyzacji Roślin i Państwowego Instytutu Weterynaryjnego przy ul. Powstańców Wlkp 10

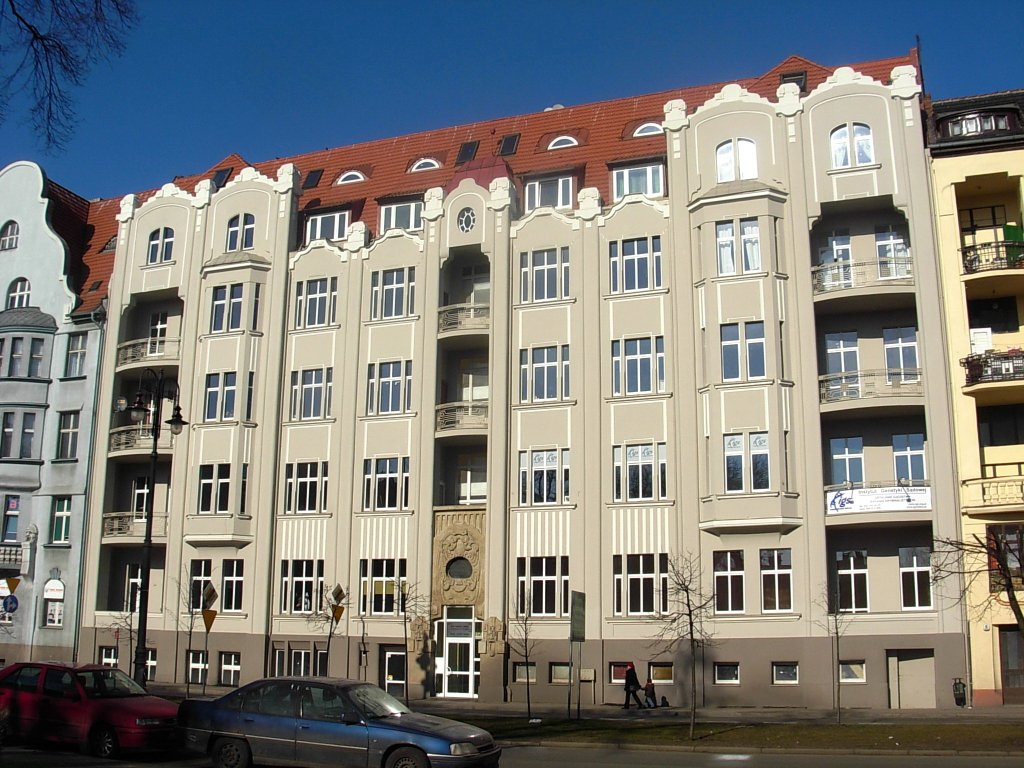
Siedziba Instytutu Genetyki Sądowej przy al. Mickiewicza 3

W bydgoskim środowisku naukowym ważne miejsce zajmują instytuty naukowo-badawcze, zarówno pod względem zakresu i znaczenia prowadzonych badań, jak również tradycji ich funkcjonowania. Ich cechą charakterystyczną jest jednokierunkowość, bowiem większość z nich służy potrzebom gospodarki żywnościowej i rolnictwa. Wynika to z ukształtowania się na początku XX wieku Instytutów Rolniczych w Bydgoszczy, które stanowiły dogodną bazę dla tego typu badań, prowadzonych następnie w okresie międzywojennym i powojennym. Cechą charakterystyczną instytutów jest ich podporządkowanie jednostkom centralnym na zasadzie oddziałów, bądź samodzielnych stacji badawczych. Spośród instytutów naukowo-badawczych związanych z przemysłem, w Bydgoszczy funkcjonował jedynie Zakład Badawczy Przemysłu Piekarskiego, natomiast w latach 60. i 70. znacznie rozbudowano zaplecze naukowo-badawcze przy istniejących w mieście zakładach przemysłowych. Spośród placówek naukowych Polskiej Akademii Nauk w okresie powojennym w Bydgoszczy zlokalizowano Zakład Mięsoznawstwa Instytutu Fizjologii i Żywienia Zwierząt.

### Tradycje
Funkcjonujący w okresie międzywojennym w Bydgoszczy Państwowy Instytut Naukowo-Rolniczy, przekształcony w 1927 r. w oddział Państwowego Instytutu Naukowego Gospodarstwa Wiejskiego w Puławach stał się podstawą do rozwoju placówek naukowo-badawczych po II wojnie światowej. W latach 1945–1950 w oddziale bydgoskim PINGW działały następujące instytuty, wydziały i oddziały:
- Instytut Hodowli i Uprawy Roślin z 4 działami,
- Instytut Ziemniaka z 4 działami,
- Wydział Chorób Roślin z 3 działami,
- Instytut Agrochemii z 3 działami,
- Instytut Melioracji z 2 działami,
- Instytut Badawczy Uprawy Buraka z 4 działami,
- Instytut Technologii Rolnej i Żywnościowej z 4 działami,
- Dział Rybacki z zakładem doświadczalnym i 2 stacjami badawczymi,
- Dział Metodyki Badań Zootechnicznych.

W roku 1950 zapadła decyzja o likwidacji Państwowego Instytutu Naukowego Gospodarstwa Wiejskiego w Puławach i zaczęto tworzyć instytuty branżowe o węższej specjalności. Od 1951 roku zorganizowano w Bydgoszczy następujące oddziały nowo powstałych instytutów:
- Oddział Instytutu Uprawy, Nawożenia i Gleboznawstwa (od 1951 r.)
- Oddział Instytutu Hodowli i Aklimatyzacji Roślin – Zakład Buraka i Innych Roślin Korzeniowych, Ogród Botaniczny, Pracownia Badań Raka Ziemniaczanego (od 1951 r.)
- Oddział Instytutu Zootechniki (od 1951 r.)
- Oddział Instytutu Melioracji i Użytków Zielonych (od 1953 r.)
- Oddział Instytutu Fizjologii i Żywienia Zwierząt PAN (od 1955 r.)
- Oddział Instytutu Ziemniaka (od 1966 r.)
- Oddział Centralnej Biblioteki Rolniczej (od 1955 r.)

Ponadto w latach 1951–1959 w ramach IUNG działała Pracownia Roślin Strączkowych, a w latach 1951–1960 prowadził działalność Oddział Instytutu Ochrony Roślin. Od 1945 roku istniał także w Bydgoszczy Oddział Instytutu Weterynarii (od 1995 r. Państwowego Instytutu Weterynaryjnego).
W 1996 r. stan organizacyjny bydgoskich oddziałów poszczególnych instytutów przedstawiał się następująco:
- Instytut Hodowli i Aklimatyzacji Roślin w Radzikowie k. Warszawy (IHAR) – Oddział w Bydgoszczy z 3 zakładami, 7 pracowniami i Ogrodem Botanicznym na terenie Leśnego Parku Kultury i Wypoczynku;
- Państwowy Instytut Weterynaryjny w Puławach – Oddział w Bydgoszczy z 3 zakładami, 1 pracownią i Weterynaryjnym Zakładem Doświadczalnym w Grabowie;
- Instytut Melioracji i Użytków Zielonych w Falentach (IMUZ) – Oddział w Bydgoszczy (zreorganizowany w 2010 r. w Instytut Technologiczno-Przyrodniczy (ITP) w Falentach z Kujawsko-Pomorskim Ośrodkiem Badawczym w Bydgoszczy);
- Instytut Ziemniaka w Boninie – Samodzielna Pracownia Chorób i Szkodników Kwarantannowych w Bydgoszczy;
- Centralna Biblioteka Rolnicza w Warszawie – Oddział w Bydgoszczy (rozwiązany w 2004 r.);
- Studium Farmaceutyczne Centrum Medycznego Szkolenia Podyplomowego (od 1972 r.) z 3 zakładami, szkolący ok. 500 osób rocznie z całej Polski;
- Zakład Badawczy Przemysłu Piekarskiego (od 1969 r.), kooperujący z zakładami przemysłu spożywczego, posiadacz ponad 60 patentów;
- Samodzielna Pracownia Gorzelnicza Instytutu Biotechnologii Przemysłu Rolno-Spożywczego (od 1946 r.), której osiągnięciem jest m.in. wyselekcjonowanie nowych szczepów drożdży, które stosowało w produkcji około 700 gorzelni w Polsce.

### Jednostki naukowo-badawcze w 2011 roku
| Nazwa adres | Rok założenia | Uwagi |
| --- | ------------- | --- |
| Instytut Hodowli i Aklimatyzacji Roślin w Radzikowie k. Warszawy (IHAR) – Oddział w Bydgoszczy al. Powstańców Wielkopolskich 10                  | 1903, 1951    | Jeden z 6 oddziałów IHAR w kraju (Bydgoszcz, Jadwisin, Młochowo, Poznań, Kraków, Bonin). Prace koncentrują się wokół zagadnień związanych z genetyką, hodowlą, cytologią, embriologią, fizjologią, biochemią, uprawą i nawożeniem, mechanizacją oraz zwalczaniem chorób i szkodników roślin korzeniowych. W ramach oddziału funkcjonowały następujące zakłady i pracownie: Zakład Genetyki i Hodowli Roślin Korzeniowych z Pracowniami: Biotechnologii, Cytogenetyki i Metodyki Hodowli oraz Zakład Technologii Produkcji Roślin Okopowych z pracowniami Hodowli Odpornościowej i Technologii Produkcji Roślin Korzeniowych oraz Chorób i Szkodników Kwarantannowych Ziemniaka. Instytut użytkuje wydzieloną część Ogrodu Botanicznego na północnych obrzeżach LPKiW w Myślęcinku. Strona |
| Instytut Technologiczno-Przyrodniczy w Falentach (ITP) – Kujawsko-Pomorski Ośrodek Badawczy w Bydgoszczy ul. Glinki 60                           | 1953          | Jeden z 7 oddziałów IMUZ w kraju (Bydgoszcz, Wrocław, Kamieniec Wrocławski, Kraków, Jaworki, Szczecin, Elbląg). Ośrodek prowadzi badania meteorologiczne, agrometeorologiczne i hydrologiczne na obszarze Doliny górnej Noteci – w siedlisku łąkowym, Kujaw – na polach uprawnych oraz na terenie miasta Bydgoszczy. Głównym kierunkiem badań są przyrodniczo-środowiskowe i rolniczo-ekonomiczne uwarunkowania racjonalnego użytkowania zasobów glebowych i wodnych w Wielkopolsce i na Pomorzu. W oddziale prowadzi się m.in. monitoring suszy meteorologicznej w rejonie Bydgoszczy oraz badania agromelioracji użytków rolnych oraz zużycia wody przez rośliny uprawne i łąkowe przy zastosowaniu lizymetrów. W oddziale pracuje 16 osób, w tym 11 osób z tytułami naukowymi. Strona  |
| Państwowy Instytut Weterynaryjny – Państwowy Instytut Badawczy w Puławach – Oddział w Bydgoszczy al. Powstańców Wielkopolskich 10                | 1945          | Jedyny zamiejscowy oddział PIWet-PIB w kraju, obejmujący Zakład Fizjopatologii Rozrodu i Gruczołu Mlekowego oraz sekcję administracyjno-finansową. Problematyka badawcza oddziału dotyczy etiologii, diagnostyki i zwalczania zapaleń gruczołu mlekowego u bydła domowego oraz higieny mleka surowego. Strona |
| Instytut Biotechnologii Przemysłu Rolno-Spożywczego w Warszawie. Samodzielna Pracownia Gorzelnicza w Bydgoszczy al. Powstańców Wielkopolskich 17 | 1946          | Jeden z 4 zamiejscowych oddziałów IBPRS w kraju (Bydgoszcz, Łódź, Poznań, Leszno). Placówka w latach 1955–1983 była Centralnym Laboratorium Przemysłu Rolnego, następnie Zakładem Technologii Spirytusu i Drożdży IBPRS, a od 1992 r. funkcjonuje jako Samodzielna Pracownia Gorzelnicza. Problematyka badawcza dotyczy technologii gorzelnictwa, a zwłaszcza efektywnego wykorzystania surowców i zmniejszenia kosztów produkcji. Pracownicy placówki wydali od 1990 r. kilkadziesiąt publikacji naukowych oraz kilka patentów. Głównym osiągnięciem jest wyselekcjonowanie nowych szczepów drożdży (1964, 1992, 1997), które stosuje kilkaset gorzelni w Polsce. Strona |
| Bydgoskie Biuro Pogody – Autoryzowany przedstawiciel Instytutu Meteorologii i Gospodarki Wodnej ul. gen. Bołtucia 10 lok. 20                     | 1995          | Biuro meteorologiczne, którego prognozy zamieszczane są w mediach regionalnych (Polskie Radio Pomorza i Kujaw, TVP Bydgoszcz, Gazeta Pomorska). Strona |
| Instytut Pamięci Narodowej Komisja Ścigania Zbrodni przeciwko Narodowi Polskiemu. Delegatura w Bydgoszczy ul. Grudziądzka 9-15                   | 2000          | Do zadań Instytutu należy gromadzenie i zarządzanie dokumentami organów bezpieczeństwa państwa (1944-1990), prowadzenie śledztw w sprawie zbrodni nazistowskich i komunistycznych oraz działalność edukacyjna. Strona |
| Instytut Meteorologii i Gospodarki Wodnej. Pracownia Technicznej Kontroli Zapór w Bydgoszczy ul. Hetmańska 28, lok. 312                          | 1973          | Początki działalności związanej z techniczną kontrolą zapór wodnych sięgają 1960 r., zaś od 1991 r. jednostka nosiła nazwę Ośrodka Technicznej Kontroli Zapór (OTKZ) i posiadała dwa oddziały (Kraków, Wrocław) oraz 9 pracowni, w tym jedną zlokalizowaną w Bydgoszczy. |
| Instytut Genetyki Sądowej al. Adama Mickiewicza 3/4                                                                                              | 2005          | Instytut z siedzibą w Bydgoszczy. Wykonuje badania genetyczne na potrzeby organów procesowych (sądów, prokuratur), policji oraz osób indywidualnych i instytucji w zakresie identyfikacji, badań śladów biologicznych, a także ustalania ojcostwa i pokrewieństwa. Placówka prowadzi także prace naukowo-badawcze w dziedzinie genetyki sądowej, skupiające się na rozwijaniu narzędzi genetycznej identyfikacji. Posiada punkty pobrań w Bydgoszczy, Gdańsku, Gdyni, Grudziądzu, Katowicach, Olsztynie, Poznaniu, Radomiu i Warszawie Strona |

## Towarzystwa naukowe
Bydgoszcz jest regionalnym ośrodkiem, w którym działalność prowadzi większość polskich stowarzyszeń naukowych. Wiele z bydgoskich oddziałów tych towarzystw ma zasięg obejmujący cały region kujawsko-pomorski, a w niektórych przypadkach go przekracza.
W mieście istnieje również społeczny ruch naukowy, czego wyrazem są rodzime towarzystwa naukowe, społeczno-kulturalne oraz uniwersytety III wieku, działające przy bydgoskich uczelniach. Geneza niektórych organizacji sięga okresu międzywojennego, a nawet pruskiego (przed 1920 r.) Prowadzą one działalność naukowo-badawczą, a zwłaszcza studia regionalno-historyczne. Wśród nich znajdują się najbardziej zasłużone dla miasta: Bydgoskie Towarzystwo Naukowe i Towarzystwo Miłośników Miasta Bydgoszczy.
| Nazwa adres                                                                                               | Rok założenia | Uwagi |
| --- | ------------- | --- |
| Bydgoskie Towarzystwo Naukowe ul. Jezuicka 4                                                              | 1959          | Organizacja integrująca miejscowe środowisko naukowe oraz służąca rozwojowi badań na rzecz miasta i regionu bydgoskiego. W latach 60. i 70. XX w. odegrała istotną rolę w przygotowaniu kadr dla potrzeb nowo powstających i rozwijających się w Bydgoszczy uczelni oraz stworzyła bydgoski ośrodek nauk humanistycznych w Regionalnej Pracowni Naukowo-Badawczej (zał. 1963). BTN jest współorganizatorem regionalnych i ogólnopolskich konferencji naukowych, a także zebrań władz uczelni działających w regionie kujawsko-pomorskim. Od 2002 r. organizuje interdyscyplinarne Bydgoskie Kolokwium Wiedzy o Ziemi. Naukowcy pod szyldem BTN wydają liczne monografie, periodyki i prace naukowe. Strona |
| Towarzystwo Miłośników Miasta Bydgoszczy ul. Jezuicka 4                                                   | 1923          | Organizacja kulturalno-naukowa poświęcona miastu Bydgoszczy, zajmująca się krzewieniem jego tradycji i kultury. TMMB oprócz bogatej działalności kulturalnej, edukacyjnej i popularyzatorskiej, zajmuje się również działalnością wydawniczą. Pod szyldem TMMB wydawane są roczniki „Kronika Bydgoska” i „Kalendarz Bydgoski”, w których publikowane są artykuły popularnonaukowe na temat historii i współczesności Bydgoszczy i regionu. Strona |
| Bydgoska Rada Federacji Stowarzyszeń Naukowo-Technicznych Naczelnej Organizacji Technicznej Rumińskiego 6 | 1921          | Organizacja jest spadkobiercą działającego w okresie międzywojennym Stowarzyszenia Techników Polskich w Bydgoszczy. W latach 1947–1990 nosiła nazwę Naczelnej Organizacji Technicznej, po czym uzyskała osobowość prawną pod obecną nazwą. Organizacja była m.in. inicjatorem utworzenia pierwszej uczelni technicznej w regionie (od 2006 r. Uniwersytet Technologiczno-Przyrodniczy). Osiągnięciem bydgoskiego NOT-u, było oddanie do użytku w 1974 r. „Domu Technika” oraz stworzenie 4 Ośrodków Szkolenia Kadr Technicznych w województwie. Organizacja zrzesza 18 stowarzyszeń naukowo-technicznych z regionu, popularyzuje zdobycze techniki oraz propaguje postęp techniczny. Strona                |
| Towarzystwo Wiedzy Powszechnej Oddział Regionalny w Bydgoszczy ul. Grunwaldzka 32                         | 1950          | Jeden z 29 oddziałów TWP w Polsce. Głównymi celem działalności Towarzystwa jest upowszechnianie wiedzy ogólnej i zawodowej, podnoszenie poziomu wykształcenia i kultury ogółu społeczeństwa. Oddział bydgoski prowadzi niepubliczne szkoły średnie i wyższe, kolegia językowe, licea i szkoły policealne oraz kursy i szkolenia w Bydgoszczy, Toruniu, Gdańsku, Inowrocławiu, Strzelnie i Brodnicy. Strona |
| Towarzystwo Naukowe Organizacji i Kierownictwa Oddział w Bydgoszczy ul. Staszica 1                        | 1960          | Jeden z 15 oddziałów TNOK w Polsce. Jest instytucją naukową, zajmującą się upowszechnianiem wiedzy o profesjonalnym zarządzaniu. Towarzystwo jest organizatorem i uczestnikiem konferencji naukowych, prowadzi działalność edukacyjną, doradczą i wydawniczą. Oddział bydgoski posiada rzeczoznawców TNOK, którzy podejmują się doradztwa w zgłoszonych projektach. Strona |

W Bydgoszczy istnieją ponadto oddziały wielu stowarzyszeń naukowych o węższej specjalizacji jak np. Polskie Towarzystwo Alergologiczne (założone w Bydgoszczy w 1982 r.), Polskie Towarzystwo Lekarskie (od 1903), Polskie Towarzystwo Historyczne (od 1933), Polskie Towarzystwo Ekonomiczne (od 1962), Polskie Towarzystwo Pedagogiczne (od 1981), Polskie Lekarskie Towarzystwo Radiologiczne, Polskie Towarzystwo Botaniczne, Stowarzyszenie Architektów Polskich, Polskie Towarzystwo Agronomiczne, Polskie Towarzystwo Anatomiczne, Polskie Towarzystwo Antropologiczne, Polskie Towarzystwo Chemiczne, Polskie Towarzystwo Chirurgów Dziecięcych, Polskie Towarzystwo Cybernetyczne, Polskie Towarzystwo Filozoficzne, Polskie Towarzystwo Gerontologiczne, Polskie Towarzystwo Kardiologiczne, Polskie Towarzystwo Nauk Politycznych, Polskie Towarzystwo Neurologiczne, Polskie Towarzystwo Pediatryczne, Polskie Towarzystwo Zoologiczne, Stowarzyszenie Pisarzy Polskich, Polskie Towarzystwo Badania Gier (od 2008) i inne.